# Cratere Cassandra
Cassandra è un cratere sulla superficie di Dione. Trae nome dall'omonima figura femminile della mitologia greca, figlia di Priamo e celebre profetessa.